# Marineland (Ontario)
Koordinaten: 43° 3′ 56″ N, 79° 4′ 21″ W
Marineland (offiz. Name Marineland of Canada Inc.) ist ein Meeres-Themenpark in Niagara Falls (Ontario), Kanada. Das Unternehmen geriet in den letzten Jahren mehrfach wegen Tierquälerei und zahlreicher verstorbener Wale in Kritik.

## Geschichte
Der Park wurde 1961, noch ohne die heutigen Attraktionen, unter dem Namen Niagara Game Farm eröffnet. Ursprünglich war der Park ein kleiner Zoo. Einige Jahre später wurde der Park in Niagara Marineland And Game Farm umbenannt und erhielt auch einige marine Attraktionen. In den 1980er Jahren erhielt der Park mit dem Orca Kandu eine neue Hauptattraktion. Zu diesem Zeitpunkt wurde der Park erneut umbenannt in Niagara Marineland. Zu dieser Zeit wurden in dem Park auch die ersten Achterbahnen errichtet.

## Tiere
- Friendship Cove: Das größte Wasserbecken für Wale der Welt, in dem man die Tiere über- und unterwasser beobachten kann.[1] Friendship Cove beherbergte bis zu seinem Tod 2023 einen Orca (Kiska).[2]
- Arctic Cove: ein Habitat für Belugawale und wurde im Jahr 2004 eröffnet. Zurzeit besitzt Marineland über zwanzig Belugawale (weibliche Belugawale: Jubilee, Xena, Isis, Osiris, Kelowna, Sierra, Peekachu, Skyla, Charmin, Peanut, Oceanna, Caspian, Gemini, Cleopatra und Maple. männliche Belugawale: Orion, Burnaby, Tuk, Andre, Beyli, Tofino, Horus und Kodiak).

## Attraktionen

### Achterbahnen
| Name             | Typ                | Hersteller   | Eröffnung | Länge   | Max. Höhe | Max. Tempo | Fahrzeit |
| ---------------- | ------------------ | ------------ | --------- | ------- | --------- | ---------- | -------- |
| Dragon Mountain  | Looping Achterbahn | Arrow        | 1983      | 1676 m. | 57 m.     | 81 km/h    | 3:30 min |
| Lady Bug Coaster | Kinderachterbahn   | Zierer Rides | 1979      | 60 m.   | 3,3 m.    | 26 km/h    | 0:40 min |

### Weitere Attraktionen
| Name                 | Hersteller     | Typ                   | Eröffnung | Schließung |
| -------------------- | -------------- | --------------------- | --------- | ---------- |
| Bumble Bee           | Huss Rides     | Airboat               | 2005      |            |
| Flying Dragon        | Zierer Rides   | Fliegender Teppich    |           |            |
| Hurricane Cove       | Mack Rides     | Seesturmbahn          |           |            |
| Kandu’s Twister      | Mack Rides     | Kaffeetassenfahrt     | 2002      |            |
| Magic Experience     | Huss Rides     | Magic                 | 1990      |            |
| Ocean Odyssey        | Zierer Rides   | Flying Fish           | 2010      |            |
| Orca Screamer        | Zierer Rides   | Familien Freifallturm | 2005      |            |
| Sky Hawk             | Huss Rides     | Condor                | 1989      |            |
| Sky Screamer         | S&S Power      | Combo Triple Tower    | 2004      |            |
| Space Avenger        | Zamperla Rides | Top Gun               |           |            |
| Tivoli Wheel         | Zierer Rides   | Riesenrad             |           |            |
| Topple Tower         | Huss Rides     | Topple Tower          | 2007      | 2012       |
| Viking Adventure     | Zierer Rides   | Kontiki               | 2006      |            |
| Viking Boat Carousel | Zierer Rides   | Dragon Boats          |           |            |
| Wave Swinger         | Zierer Rides   | Wellenflieger         |           |            |

## Tierquälerei und tote Tiere
Im Jahr 2016 zeigte die Tierschutzbehörde das Marineland in fünf Fällen wegen Tierquälerei an. Unter anderem wurde festgestellt, dass das Marineland seinen 35 amerikanischen Schwarzbären kein angemessenes und geeignetes Futter und Wasser zur Verfügung stellte.
Im Jahr 2021 stellte die Tierschutzbehörde der Provinz Ontario fest, dass sämtliche Meerestiere im Marineland aufgrund der schlechten Wasserqualität gefährdet waren, und forderte das Unternehmen auf, Verbesserungen vorzunehmen. Im August 2023 wurde bekannt, dass im Marineland seit 2019 vierzehn Wale (dreizehn Weißwale und ein Schwertwal) sowie ein Delphin gestorben waren.